# 1. List Klemensa do Koryntian
1. List Klemensa do Koryntian (gr. Κλήμεντος προς Κορινθίους Α, łac. Epistula ad Corinthios) – list napisany przez biskupa Rzymu św. Klemensa do gminy chrześcijańskiej w Koryncie. Jest jedynym zachowanym pismem jego autorstwa i najstarszym obok Didache tekstem wczesnochrześcijańskim spoza kanonu Nowego Testamentu.
List powstał w ostatnich latach panowania cesarza Domicjana, prawdopodobnie około 96 roku. Przyczyną jego napisania były wewnętrzne spory w gminie korynckiej, sprowokowane usunięciem prezbiterów przez zbuntowanych młodych wyznawców. Klemens poprzez swój list nawołuje tamtejszych chrześcijan do zgody, pokory i odbycia pokuty. Proponowane przez niego rozwiązanie jest, z uwagi na sposób argumentacji, tłumaczone jako argument za wczesnym istnieniem koncepcji sukcesji apostolskiej. Sam Klemens terminu tego nie używa, wskazuje jednak, że apostołowie "przychodzą" od Chrystusa, a następnie ustanawiają "wypróbowanych duchem" ludzi biskupami i diakonami. Taki sposób wyboru przemawia za pozostawieniem na urzędzie osób wybranych w ramach sukcesji. Poświadczenia sukcesji apostolskiej w liście Klemensa upatrywała także Międzynarodowa Komisja Teologiczna w tekście Apostolskość Kościoła i sukcesja apostolska (1973)
W rozdziałach V-VI znajduje się najstarsza relacja o prześladowaniach chrześcijan za czasów Nerona i męczeństwie Apostołów Piotra i Pawła. Klemens podaje także informację o podróży św. Pawła do Hiszpanii (której brak w Dziejach Apostolskich). Na końcu listu umieszczona jest modlitwa, stanowiąca obok fragmentów z Didache najstarszy liturgiczny utwór chrześcijański.
Treść listu wskazuje, że autor znał dobrze Stary Testament, jak również kulturę grecką, opis harmonii wszechświata zdradza echa filozofii stoickiej. Posługuje się Listem do Hebrajczyków, zna także listy św. Pawła. Ewangelii nie zna jeszcze w ostatecznym kształcie, posługując się zbiorem logiów (tj. wypowiedzi Jezusa). Słownictwo religijne, którego używa ma inne znaczenie od obecnego: μάρτυς (martyr) używane jest w znaczeniu „świadek” a nie męczennik, λειτουργια (liturgia) to posługa, zaś πρεσβύτερος (prezbiter) jest równoznaczne ze słowem „biskup”.
W pierwszych wiekach chrześcijaństwa List Klemensa włączany był niekiedy do kanonu Nowego Testamentu i często czytywany w kościołach, co potwierdzają świadectwa m.in. Dionizego z Koryntu i Euzebiusza z Cezarei.
Sam fakt napisania listu przez biskupa Rzymu do innej wspólnoty był podnoszony wśród niektórych badaczy katolickich jako argument za istnieniem już w czasie jego powstania prymatu Biskupa Rzymu. Argument ten spotkał się z polemiką protestancką, nie jest także podtrzymywany w nowszej literaturze katolickiej. Poczynając od XVIII wieku treść i znaczenie listu było przedmiotem kontrowersji wewnątrz protestanckich, a następnie także katolicko-protestanckich, dotyczących poza prymatem Biskupa Rzymu, również początków prawa kościelnego, związku między charyzmatem i  urzędem, powstawania hierarchii kościelnej i zasady sukcesji apostolskiej.
Fragmenty Listu Klemensa do Koryntian są źródłem w Katechizmie Kościoła Katolickiego w artykułach odnoszących się do pokuty (n. 1432), sakramentu święceń (n. 1577) oraz posłuszeństwa wobec władzy świeckiej (n. 1900). Ponadto, współcześnie w Kościele katolickim fragmenty listu stanowią drugie czytanie w godzinie czytań na Środę Popielcową.